# Vladimír Vlk (fotbalista)
Vladimír Vlk (* 7. listopadu 1953) je bývalý český fotbalista, záložník.

## Fotbalová kariéra
V československé lize hrál za TJ SU Teplice. Nastoupil v 9 ligových utkáních. Odchovanec Teplic hrál po vojně v Děčíně. V lednu 1979 přišel do Teplic pomoci zachránit ligu, po sestupu se v létě téhož roku do Děčína vrátil.

## Ligová bilance
| Ročník                                   | Zápasy | Góly | Klub            |
| ---------------------------------------- | ------ | ---- | --------------- |
| Česká národní fotbalová liga 1978/79     | -      | -    | Kovostroj Děčín |
| 1. československá fotbalová liga 1978/79 | 9      | 0    | SU Teplice      |
| CELKEM                                   | 9      | 0    |                 |

## Politická angažovanost
Ve volbách do Poslanecké sněmovny PČR v roce 2021 kandiduje na 3. místě kandidátky ČSSD v Ústeckém kraji.
Ve volbách do Evropského parlamentu v červnu 2024 kandiduje jako člen strany ČSSD na 17. místě kandidátky uskupení „ČSSD – Česká suverenita sociální demokracie“ (tj. ČSSD, DOMOV a hnutí Směr).
Ve volbách do Senátu PČR v roce 2024 kandidoval jako člen ČSSD v obvodu č. 29 – Litoměřice. Se ziskem 1,05 % hlasů skončil na posledním 8. místě a senátorem se tak nestal.